# Mika Ozawa
Mika Ozawa (jap. 小澤美夏, Ozawa Mika; * 9. August 1985 in Shiojiri) ist eine ehemalige japanische Shorttrackerin.
Sie bestritt ihre ersten internationalen Titelkämpfe bei der Juniorenweltmeisterschaft 2001 in Warschau, wo sie über 1000 m und 1500 m jeweils das Halbfinale erreichen konnte. Im Dezember 2001 debütierte sie in Amsterdam im Weltcup, schied dabei jedoch über 500 m im Vorlauf aus. Bei der Teamweltmeisterschaft 2002 in Milwaukee nahm sie erstmals auch im Erwachsenenbereich an einer Meisterschaft teil. Regelmäßige internationale Einsätze bekam Ozawa in der Saison 2001/02. Im Weltcup erreichte sie insgesamt zweimal über 1500 m das Halbfinale, mit der Staffel belegte sie einmal Rang vier.
Ozawa gewann bei der Juniorenweltmeisterschaft 2003 in Budapest mit der Staffel die Bronzemedaille und damit ihre erste internationale Medaille. Sie nahm auch an der Weltmeisterschaft 2003 in Warschau teil und erreichte als bestes Resultat über 1500 m das Halbfinale. In der Saison 2003/04 nahm Ozawa an drei Weltcups teil, konnte jedoch nur einmal in einem Einzelrennen ein Halbfinale erreichen. Bei der Weltmeisterschaft in Göteborg wiederholte sie den Halbfinaleinzug über 1500 m. Erfolgreich verlief die Saison 2004/05. Ozawa errang im Weltcup mit der Staffel dreimal einen Podestplatz. Über 1500 m zog sie erstmals in einem Einzelrennen in ein Finale ein und wurde in der Disziplingesamtwertung Zehnte. Bei der Juniorenweltmeisterschaft in Belgrad gewann sie über 1000 m erneut eine Bronzemedaille. Bei der Teamweltmeisterschaft in Chuncheon erreichte sie mit ihren Teamkolleginnen das Finale, wo sie Vierte wurde. Zudem konnte Ozawa mit der Staffel bei der Weltmeisterschaft in Peking ins Finale einziehen, wo diese allerdings disqualifiziert wurde. In der Saison 2005/06 konnte sich Ozawa im Weltcup in Einzelrennen nicht verbessern. Mit der Staffel erreichte sie jedoch einmal einen Podestrang. Sie qualifizierte sich für die Olympischen Spiele in Turin. Dort erreichte sie über 1000 m das Halbfinale, mit der Staffel belegte sie im B-Finale jedoch nur den letzten Platz.
In der Saison 2006/07 konnte Ozawa in Einzelrennen nicht überzeugen. Mit der Staffel errang sie jedoch einen dritten Rang. Auch bei den Saisonhöhepunkten konnte sie keine Finals erreichen. Erfolgreicher verlief die folgende Saison 2007/08. Ozawa zog über 1500 m dreimal ins Finale ein, verpasste ihren ersten Podestplatz in einem Einzelrennen jedoch knapp. In der Disziplinwertung belegte sie über 1500 m Rang acht. Auch in der Saison 2008/09 trat Ozawa im Weltcup über 1500 m in drei Finals an. Über diese Distanz wiederholte sie Rang acht in der Disziplinwertung. In ihrer letzten Saison 2009/10 blieben im Weltcup vier Halbfinalteilnahmen über 1500 m Ozawas beste Resultate. Bei der Teamweltmeisterschaft in Bormio erreichte sie das Finale, wo sie als Vierte eine Medaille nur knapp verpasste. Sie bestritt in Vancouver ihre zweiten Olympischen Spiele. Über 1000 m zog sie ins Viertelfinale, über 1500 m wurde sie im Vorlauf disqualifiziert und mit der Staffel belegte sie im B-Finale erneut nur den letzten Platz.
Ozawa hat an der Universität in Hannan studiert. Sie startete auch für das Sportteam der Universität.